# Phaenicophilidae
A Phaenicophilidae  a madarak osztályának verébalakúak (Passeriformes) rendjébe tartozó család.
A családba sorolt mind a 4 faj Hispaniola szigetén endemikus.
Besorolásuk vitatott. Korábban a Phaenicophilus nemet a tangarafélék (Thraupidae) családjába, a másik kettő nemet az újvilági poszátafélék (Parulidae) családjába sorolták.

## Rendszerezés
A családba az alábbi 3 nem és 4 faj tartozik:
- Phaenicophilus – 2 faj
  - Phaenicophilus palmarum
  - Phaenicophilus poliocephalus

- Xenoligea – 1 faj
  - Xenoligea montana

- Microligea – 1 faj
  - Microligea palustris